# Fleeming Jenkin

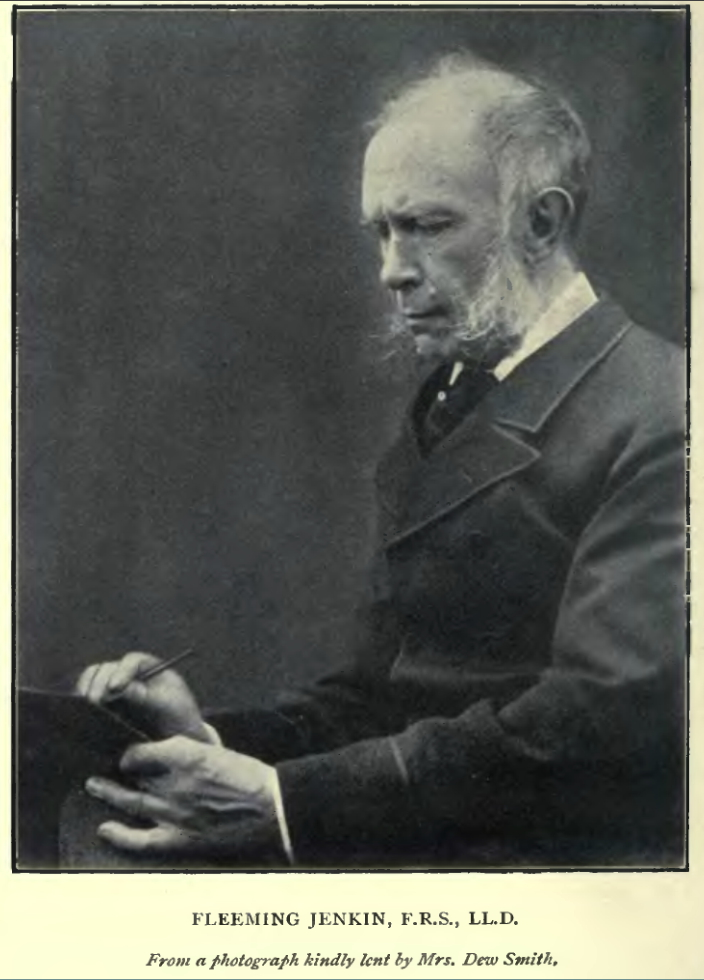
Fleeming Jenkin

Henry Charles Fleeming Jenkin (Dungeness (Kent), 25 maart 1833 – Edinburgh, 12 juni 1885) was een veelzijdig Brits wetenschapper en uitvinder van de telpherage (voorloper van de kabelbaan). Daarnaast was hij betrokken bij het definiëren van elektrische eenheden, waaronder de ohm.

## Biografie
Fleeming was de zoon van kapitein Charles Jenkin, een marineofficier, en schrijfster Henrietta Camilla Jackson. Vanwege de veelvuldige afwezigheid van z'n vader werd hij vooral opgevoed door zijn artistieke moeder. Hij bezocht een school in Jedburgh, Scottish Borders, en aansluitend de Edinburgh Academy. Tot zijn klasgenoten behoorden onder andere James Clerk Maxwell en Peter Guthrie Tait.
Na de pensionering van zijn vader verhuisde de Jenkin familie in 1847 naar het vasteland van Europa, eerst naar Frankfurt am Main en het jaar daarop naar Parijs, waar hij de Februarirevolutie overleefde. De Jenkins vertrokken vervolgens naar Genua waar ze in een andere revolutie terechtkwamen. Aan de universiteit verkreeg hij in 1851 zijn universitaire graad (Master of Arts). Nadat datzelfde jaar zijn tante Anne was overleden, keerde de familie terug naar Groot-Brittannië om zich te vestigen in Manchester. Hier vond hij werk bij Fairbain Works, het bedrijf van William Fairbain.
Tien jaar lang werkte hij voor diverse Britse bedrijven waar hij zich onder andere bezighield met het ontwerp en de fabricage van onderzeese telegraafkabels en de apparatuur om ze te leggen. Hierbij kwam hij in contact met de natuurkundige William Thomson (Lord Kelvin) waar hij een levenslange relatie mee onderhield. Samen werkten ze aan de verbetering van deze kabels, met name de eigenschappen van guttapercha als isolatiemateriaal. Naast wetenschappelijk onderzoek ondernam hij aan boord van de S.S. Elba, verscheidene zeereizen om persoonlijk toe te zien op de aanleg van onderzeese kabels.
Zijn vriend Thomson zorgde ervoor dat hij in 1861 werd gevraagd als rapporteur voor de Committee of Electrical Standards van de British Association for the Advancement of Science. Zo stelde hij voor om de ohm te gebruiken als officiële eenheid voor de elektrische weerstand – in plaats van de varley – en beschreef hij methoden om weerstanden van kabels nauwkeurig te meten.
In 1865 werd hij naast lid van de Royal Society ook benoemd tot professor techniek aan de University College London en later aan de universiteit van Edinburgh (1868). Daarvoor had hij al een regelaar uitgevonden, een stroomregelklep voor de waterhydrauliek, die Maxwell in 1868 noemde in zijn werk On Governors.

## Telpherage

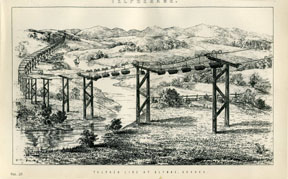
Fleeming Jenkins telpher

In 1882 vond Jenkin een methode uit om goederen te transporten via bovengrondse lijnen. Aan deze lijnen, telphers genoemd – een benaming die hij afleidde van de Griekse woorden voor "ver" (tele) en "dragen" (pherein), waren wagentjes opgehangen die met behulp van elektriciteit werden voortbewogen. Zijn doel was het ontwikkelen van een goedkoop en flexibel systeem om goederen over lange afstanden te transporteren op een vergelijkbare wijze zoals telegrafie dit deed met berichten.
Helaas kon Jenkin zijn telpherage project niet voltooien. Hij overleed onverwachts op 52-jarige leeftijd, waarschijnlijk aan de gevolgen van een infectie opgelopen na een kleine operatie aan zijn voet. Naderhand werd in Glynde (Sussex) alsnog een lijn gebouwd waar Jenkins ideeën werden getest onder bedrijfscondities.

## Evolutietheorie
In 1867 schreef hij een kritische brief gericht aan Charles Darwin waarin hij enkele hoofdopmerkingen plaatste op diens werk "De oorsprong der soorten", door te wijzen op enkele onvolkomenheden in diens theorie. Hoewel Jenkin geen bioloog was, gebruikte hij zijn kennis van de natuur- en wiskunde om zijn feiten te ondersteunen.
- Het eerste punt was dat de aarde niet oud genoeg was om zo'n langzaam proces als natuurlijke selectie mogelijk te maken. Hierbij werd hij gesteund door Lord Kelvin en diens berekeningen dat de aarde slechts 100 miljoen jaar oud was.
- Het tweede punt was volgens hem dat natuurlijke selectie niet effectief kon zijn als nieuwgeboren nageslacht een 'gemiddelde' is van het erfelijke materiaal van twee verschillende ouders. Het resultaat is dat bij iedere generatie het voordeel wordt afgezwakt en dus een terugkeer ('reversion') naar het oorspronkelijke type onvermijdelijk is.
- Ten slotte wees hij Darwin erop hoe moeilijk zou zijn voor een nieuwe variatie, hoe gunstig deze dan ook mocht zijn, om zich in een bestaande populatie te vestigen. Met een zeer Victoriaans analogie betoogde hij dat een blanke man die op een eiland met donkere wilden gestrand was de bevolking van dat eiland nooit blank zou maken, hoeveel nageslacht hij ook zou kunnen produceren.

Darwin, die ervan uitgegaan was dat het mengen en samensmelten van erfelijk materiaal bij overerving geen probleem was, nam de beweringen van Jenkin erg serieus maar moest het antwoord op diens kritiek schuldig blijven. Mede omdat Darwins principe van natuurlijke selectie niet in overstemming was met de toenmaals bekende erfelijkheidstheorieën. Pas na de herontdekking van de erfelijkheidswetten van Mendel door onder andere de Nederlandse bioloog Hugo de Vries in 1901 konden de bezwaren van Jenkin afdoende worden ondervangen.

## Werken
- Magnetism and Electricity (1873)
- Fleeming Jenkin was ook de auteur van het artikel "Bridges" in de 9de editie van Encyclopædia Britannica (1870).